# Fehlzeiten (Arbeit)
Fehlzeiten sind im Personalwesen der in Stunden oder Tagen gemessene Zeitraum, in welchem das Personal vom Arbeitsplatz abwesend ist.

## Allgemeines
Keine Fehlzeiten gibt es beim Präsentismus, wenn Arbeitnehmer trotz Krankheit am Arbeitsplatz erscheinen. Aber nicht nur der Krankenstand ist eine Fehlzeit, sondern alle Zeiträume, bei denen der Arbeitnehmer nicht seiner Arbeitsaufgabe nachkommen kann. Wird mithin die Soll-Arbeitszeit unterschritten, liegt eine Fehlzeit vor. Fehlzeiten führen dazu, dass der Arbeitnehmer an der Wahrnehmung seiner im Arbeitsvertrag vorgesehenen Arbeitspflicht gehindert ist und seine Arbeitsleistung nicht erbringen kann. Da jedoch der Arbeitgeber gleichzeitig gemäß Arbeitsvertrag zur Zahlung des Arbeitsentgelts verpflichtet ist, besteht für ihn das Risiko, das Arbeitsentgelt ohne Arbeitsleistung des Arbeitnehmers entrichten zu müssen. Arbeitgeber haben in ihrer Ablauforganisation Vorsorge dafür zu treffen, dass im Falle von Fehlzeiten ein Stellvertreter oder Springer einen reibungslosen Arbeitsablauf sicherstellen kann.
Die Abwesenheitsquote (oder Fehlzeitenquote) wird definiert als Quotient aus der Summe der Fehltage aller Mitarbeiter und der Sollarbeitstage aller Mitarbeiter:
{\displaystyle {\text{Abwesenheitsquote}}={\frac {\text{Fehltage}}{\text{Soll-Arbeitstage}}}}
Je höher die Anzahl der Fehltage, umso höher fällt die Abwesenheitsquote aus. Fehlzeiten werden registriert. In den Schulzeugnissen sind Fehlzeiten (entschuldigte wie unentschuldigte) vermerkt, die Personalakten enthalten die Anzahl der Fehltage bei Unternehmen oder Behörden.

## Arten
Zu unterscheiden ist zwischen gesetzlich bedingten, betrieblich bedingten und persönlich bedingten Fehlzeiten:
- Gesetzlich/tarifvertraglich bedingte Fehlzeiten sind Urlaub (auch Bildungsurlaub, Sonderurlaub oder Zusatzurlaub), Mutterschutz, Elternzeit, Freistellung oder Streiks;
- betrieblich bedingte Fehlzeiten sind Ausbildung, Fortbildung, Qualifizierung, Betriebsausflüge oder Betriebsfeste (Jubiläum).
- Persönlich bedingte Fehlzeiten sind Arbeitsunfähigkeit und Absentismus. Arbeitsunfähigkeit wird durch Krankheit (allgemeine Krankheit, Berufskrankheit), Unfall (Betriebsunfall, Haushaltsunfall, Sportunfall) oder Kur ausgelöst.

Die gesetzlich/tarifvertraglich oder betrieblich bedingten Fehlzeiten sind keine Fehlzeiten im engeren Sinne. Außerdem gibt es verdeckte Fehlzeiten, die durch Verspätung, früheres Arbeitsende, Überziehung von Arbeitspausen oder private Nutzung der Arbeitszeit zustande kommen.

## Rechtsfragen
Der Arbeitnehmer muss bei einer Erkrankung seine Arbeitsunfähigkeit unverzüglich dem Arbeitgeber anzeigen und die voraussichtliche Dauer mitteilen. Dauert die Arbeitsunfähigkeit länger als drei Kalendertage an, ist sie nach § 5 Abs. 1 Satz 2 EFZG durch Vorlage einer entsprechenden ärztlichen Arbeitsunfähigkeitsbescheinigung nachzuweisen. Der Arbeitgeber ist berechtigt, die Vorlage der ärztlichen Bescheinigung auch früher zu verlangen. Wird der Arbeitnehmer gemäß § 3 Abs. 1 EFZG durch unverschuldete Arbeitsunfähigkeit infolge Krankheit an seiner Arbeitsleistung verhindert, so hat er Anspruch auf Entgeltfortzahlung im Krankheitsfall durch den Arbeitgeber für die Zeit der Arbeitsunfähigkeit bis zur Dauer von sechs Wochen. Sondervergütungen dürfen nach § 4a EFZG bei Arbeitsunfähigkeit infolge Krankheit gekürzt werden.
Häufige (Kurz-)Erkrankungen mit Wiederholungsgefahr können dem Urteil des Bundesarbeitsgerichts (BAG) vom Januar 2014 zufolge ein Kündigungsgrund sein, wenn eine negative Gesundheitsprognose und eine daraus resultierende erhebliche Beeinträchtigung der betrieblichen Interessen vorliegt und den Schluss auf eine dauerhafte Krankheitsanfälligkeit zulässt. Bei häufigen (Kurz-)Erkrankungen ist zwecks sozialer Rechtfertigung einer Kündigung zunächst eine negative Gesundheitsprognose erforderlich. Es müssen deshalb im Kündigungszeitpunkt objektive Tatsachen vorliegen, die die Besorgnis weiterer Erkrankungen im bisherigen Umfang befürchten lassen. Die prognostizierten Fehlzeiten müssen außerdem zu einer erheblichen Beeinträchtigung der betrieblichen Interessen führen. Im Rahmen der gebotenen Interessenabwägung ist schließlich zu prüfen, ob die Beeinträchtigungen vom Arbeitgeber gleichwohl hingenommen werden müssen.
Die mutmaßliche Nutzung der Arbeitsunfähigkeit zu Privatzwecken (vergrößerte Freizeit) kann nach dem Verständnis des § 275 Abs. 1a SGB V angenommen werden, wenn die Abwesenheitsquote eines bestimmten Arbeitnehmers über 50 % der Quote der Kollegen innerhalb derselben Abteilung liegt; dann ist stets von einem „auffälligen Verhalten“ auszugehen.

## Wirtschaftliche Aspekte
Fehlzeiten führen bei den Personalkosten zu Leerkosten, weil das abwesende Personal nicht am Produktionsprozess teilnimmt und dennoch Arbeitsentgelt erhält. Entgeltfortzahlungen ohne das Äquivalent der Arbeitsleistung und Störungen des Arbeitsablaufs durch oft unvorhersehbare Abwesenheit von Mitarbeitern verursachen erhebliche organisatorische Probleme. Auch für die Mitarbeiter haben überhöhte Fehlzeiten von Arbeitskollegen Konsequenzen. Stellvertreter müssen die Arbeit der Abwesenden zusätzlich übernehmen, was zu Überstunden führen kann. Zu diesem Zweck können auch Springer eingesetzt werden. Fehlzeiten werden durch die betriebswirtschaftliche Kennzahl des Krankenstands gemessen.
Fehlzeiten sind neben der betriebswirtschaftlichen Sichtweise als Kosten- und Störgrößen vor allem auch als ein Indikator dafür zu sehen, dass das Betriebsklima als negativ wahrgenommen wird (fehlende Arbeitszufriedenheit, schlechte Arbeitsbedingungen, Arbeitsgestaltung oder Qualität der Personalführung). Die Reduzierung dieser Fehlzeiten ist Ziel der unterschiedlichsten Maßnahmen. Neben einer Reihe von einzelnen Instrumenten zur Bekämpfung der Fehlzeiten hat es in den letzten Jahren zum Teil großangelegte Bemühungen im Rahmen von betrieblicher Gesundheitsförderung gegeben. Das Fehlzeitenmanagement und das betriebliche Eingliederungsmanagement sorgen in erster Linie für die Reduzierung von Fehlzeiten. Krankheitsbedingte Fehlzeiten können arbeitsbedingte Ursachen haben, weshalb der Arbeitgeber im Rahmen der Fürsorgepflicht angehalten ist, die schutzwürdigen Arbeitnehmerinteressen zu wahren.

## Möglichkeiten zur Reduzierung von Fehlzeiten
Zur Reduzierung bzw. Begrenzung der Fehlzeiten gibt es mehrere Möglichkeiten:
- Fehlzeitenbriefe, die die Arbeitnehmer motivieren sollen und betonen, wie wichtig die Anwesenheit des Mitarbeiters ist und versuchen, an dessen Solidarität zu appellieren.[10]
- Rückkehrgespräche, welche die Schwachstellen im Unternehmen für die Fehlzeiten aufdecken sollen.
- Ansprechende Arbeitsgestaltung sowie deren Arbeitsinhalte (Abschaffung der Monotonie).
- Gespräche über das Verhalten der fehlenden Mitarbeiter (zum Beispiel Motivationsgespräche, Fehlzeitengespräche, Konsequenzengespräche und Sanktionsgespräche). Hierbei lassen sich die Gespräche auch nach der Häufigkeit der Fehlzeiten einordnen (zum Beispiel bei einmaligem Fehlen Motivationsgespräch, aber beim 4. Mal Konsequenzgespräch).
- Gesundheitsförderungsmaßnahmen zur Prävention von Erkrankungen.
- Betriebliches Eingliederungsmanagement (BEM): Ist nach insgesamt mehr als 30 krankheitsbedingten Fehltagen (Krankentagen) innerhalb der vergangenen zwölf Monate nach längeren Abwesenheiten möglich (§ 167 Abs. 2 SGB IX).[11]
- Employee Assistance Programm (EAP) oder auch „Externe Mitarbeiterberatung“: Solche Programme, die den Mitarbeitenden qualifizierte Beratung zu verschiedenen privaten oder beruflichen Problemen durch eine externe Ansprechperson bieten, reduzieren die Fehlzeiten in dem entsprechenden Unternehmen.

Die einzelnen Maßnahmen können isoliert oder kombiniert eingesetzt werden.

## Statistik
Im Jahre 2016 gab es in Deutschland durchschnittlich 19,4 Tage Arbeitsunfähigkeit (AU) je AOK-Mitglied, dem höchsten Stand aller Zeiten. Dabei gab es die meisten Krankheitstage mit 31,8 in der Versorgung/Entsorgung, gefolgt von 30,4 (industrielle Gießerei), 29,3 (Straßenwärter), 27,9 (Bus- und Straßenbahnfahrer), 22,4 (öffentliche Verwaltung, Bundeswehr und Sozialversicherung) oder 22,3 Tage (Metallerzeugung). Die geringsten Fehlzeiten wiesen mit 4,4 Tagen die Hochschullehrer und –Forschung auf, gefolgt von 7,3 (Ärzte), 9,4 (Geschäftsführer und Vorstände), 12,4 (Information und Kommunikation) und 13,8 (Finanzwesen und Versicherungen). Über dem Durchschnitt lagen die Bundesbeamten (20,8 Tage). Im Jahre 2017 entfielen bei der DAK-Gesundheit 21,8 % aller AU-Fälle auf das Muskel-Skelett-System, 10,4 % auf Infektionen.
Im Jahr 2022 stieg in Deutschland die Zahl der Fehltage im Vergleich zum Vorjahr von 11,2 auf 14,8 Tage im Jahr an. Dieser Anstieg wird zu einem Großteil durch die Einführung der elektronischen Krankschreibung (eAU) im Jahr 2021 erklärt, da erst seit der Einführung der eAU alle Fehltage erfasst werden.
International führt Mexiko weltweit mit 27,6 Tagen. Die OECD registrierte im Jahre 2014 folgende Fehltage in Europa: Schweden 19,0, Deutschland  18,3, Norwegen 16,2, Polen 14,2, Luxemburg 11,8 (dies ist auch der Durchschnitt der EU-Mitgliedstaaten), Niederlande 10,0, Österreich 9,9, Schweiz 8,8 oder Frankreich 8,3 Fehltage.